# Sixalix daucoides
Sixalix daucoides là một loài thực vật có hoa trong họ Kim ngân. Loài này được (Desf.) Raf. miêu tả khoa học đầu tiên năm 1936.